# Нейсские конфеты

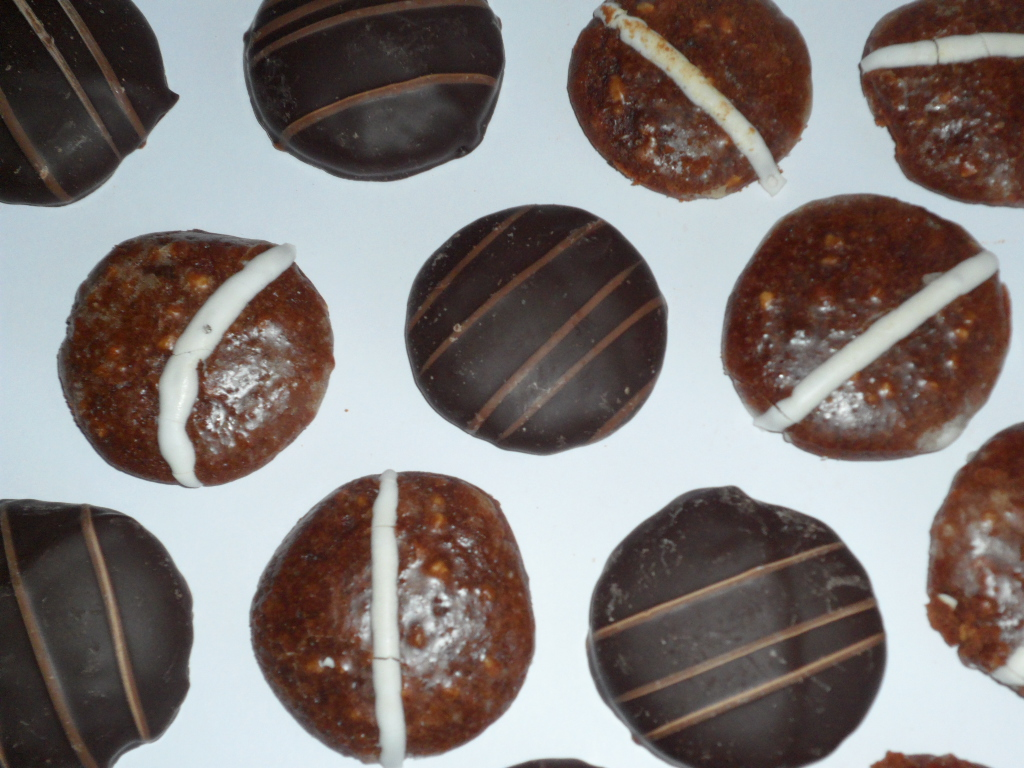
Нейсские конфеты

Нейсские конфеты, нейсские пряники (нем. Neisser Konfekt, нем. Neisser Pfefferkuchen) — вид немецких рождественских пряников родом из силезского города Нейсе. Нейсские пряники из ржаной муки с мёдом и миндалём имеют небольшой размер и круглую форму или сердечком. Сверху их по традиции покрывали слоем шоколадной или сахарной глазури с характерным украшением тонкой сахарной линией.
История пряничного дела в Нейсе насчитывает более четырёх сотен лет. В силезских лесах бортники собирали хорошие урожаи мёда, по одному из важнейших средневековых торговых путей Via Regia Lusatiae Superioris в силезские города поступали необходимые для пряников заморские пряности. Нейсские конфеты, ставшие символом города, придумал в 1920-е годы ведущий местный пряничник в пятом поколении Франц Шпрингер. До 1945 года Верхняя Силезия являлась ведущим производителем пряников в Германии. После войны и депортации немцев производство нейсского пряничного специалитета было утрачено. Силезский пряничник Йозеф Зандман перебрался в Мюнстер и с 1950-х годов выпускал свою продукцию под названием «Настоящие нейсские конфеты». Другая семья нейсских пряничников Луксов перебралась из Силезии во франконский Китцинген, и в начале 2010-х годов нейсские конфеты по оригинальному рецепту, переданному Карлом Луксом, начали выпускать к Рождеству во Франконии.